# Robert Jameson

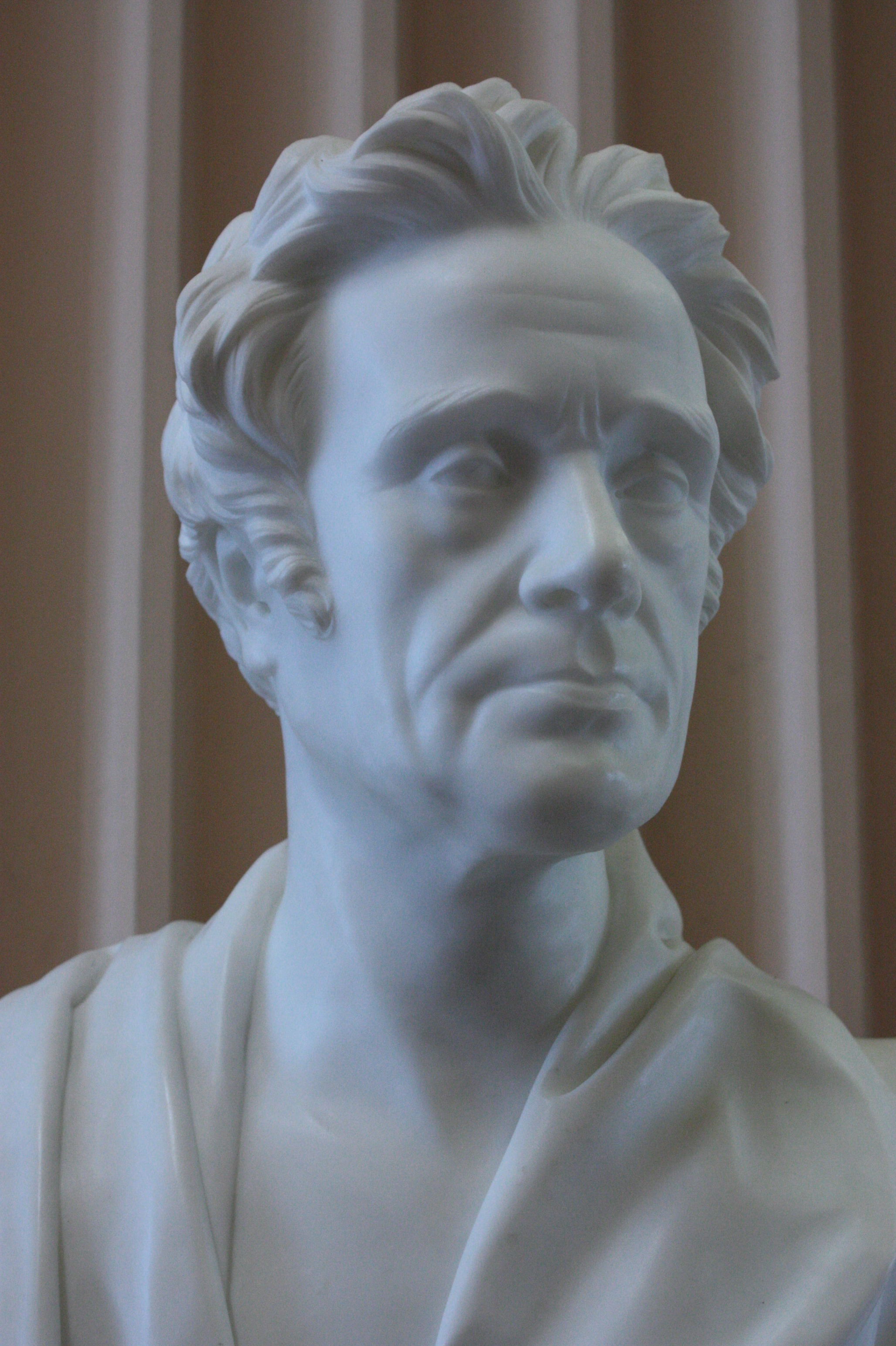
El Professor Robert Jameson per Sir John Steell

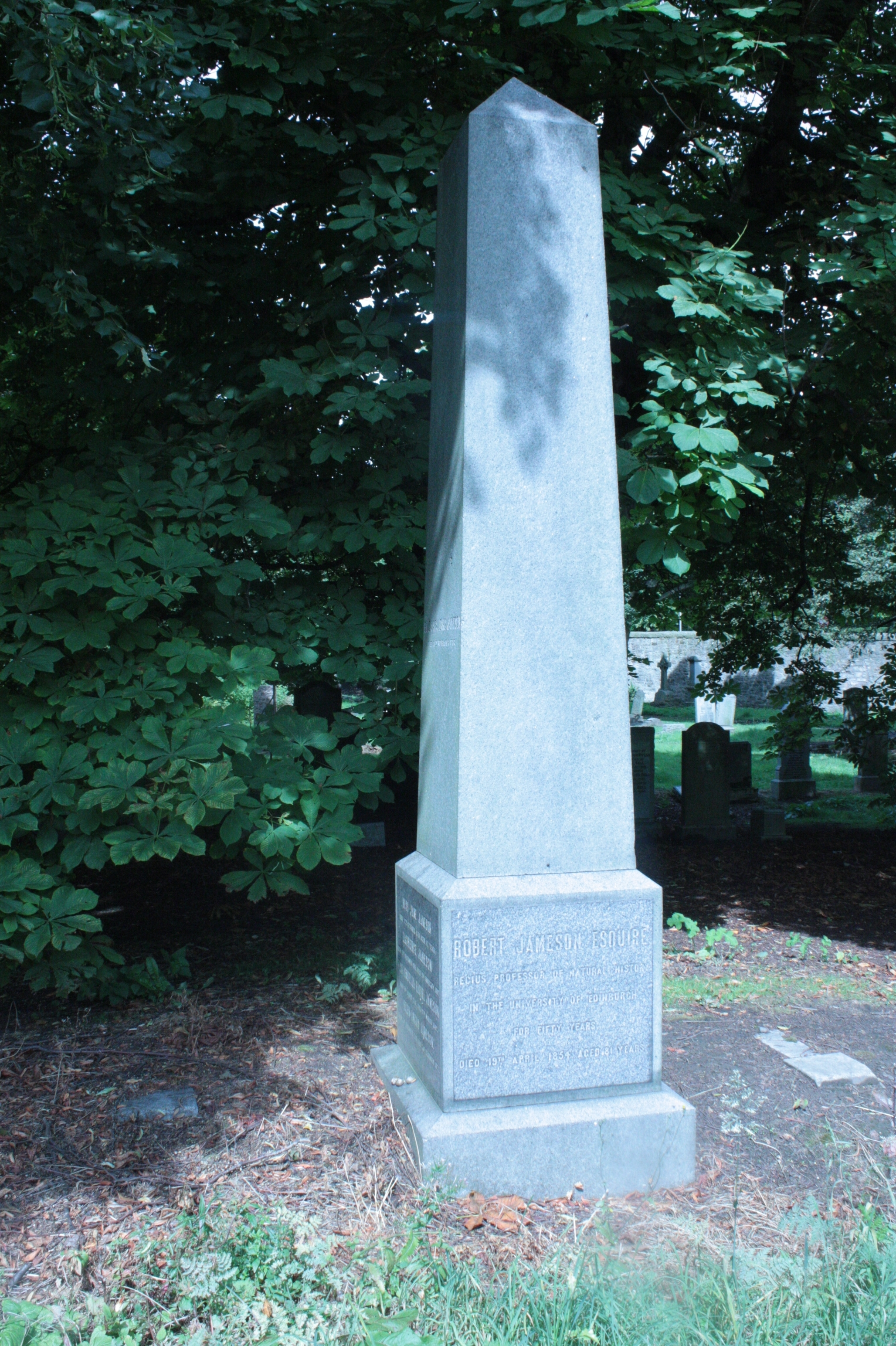
Tomba de Robert Jameson al Warriston Cemetery

Professor Robert Jameson, FRS FRSE (11 de juliol de 1774 – 19 d'abril de 1854) va ser un naturalista i mineralòleg escocès. Va ser Regius Professor a la Universitat d'Edinburgh durant 50 anys, Jameson va ser professor de geologia de Charles Darwin.

## Biografia
Jameson nasqué a Leith. A la Universitat d'Edimburg estudià medicina, botànica química i història natural.
Cap a 1793, Jameson se centrà en la geologia i la mineralogia.

## Publicacions
- (1798) The Mineralogy of the Shetland Islands and of Arran.
- (1800) Mineralogy of the Scottish Isles.
- (1804) System of Mineralogy.
- (1805) Mineralogical Description of Scotland, vol. i, part I.
- (1809) Elements of Geognosy.
- (1813) Mineralogical Travels through the Hebrides, Orkney and Shetland Islands.
- (1821) Manual of Mineralogy.
- With James Wilson and Hugh Murray, (1830) Narrative of Discovery and Adventure in Africa, from the Earliest Ages to the Present Time: with illustrations of the geology, mineralogy, and zoology. With a map; plans of the routes of Park, and of Denham and Clapperton; several engravings. First published in the Edinburgh Cabinet Library, 1830.